# شوتو هیرا
شوتو هیرا (انگلیسی: Shuto Hira؛ زادهٔ ۲۵ ژوئن ۱۹۹۴) بازیکن فوتبال اهل ژاپن است.
از باشگاه‌هایی که در آن بازی کرده‌است می‌توان به باشگاه فوتبال ساگان توسو اشاره کرد.